# Costa Ártabra
Costa Ártabra es un Lugar de Importancia Comunitaria situado en la provincia de La Coruña, Comunidad Autónoma de Galicia, España

## Descripción
La Costa Ártabra alberga una gran diversidad de elementos paisajísticos que incluye a los siguientes enclaves: Sierra de Capelada, laguna y arenal de Valdoviño y la laguna de Doniños. La sierra de Capelada es un complejo geológico de gran interés formado por rocas básicas y ultrabásicas, con acantilados costeros de hasta seiscientos metros de desnivel, los más altos de la Europa Continental, y matorrales aerohalinos de Erica vagans y Ulex maritimus, zonas de encharcamiento temporal y algunas turberas. La laguna de Valdoviño alberga unas mil aves acuáticas durante el período invernal[cita requerida] y presenta una notable extensión cubierta por vegetación palustre. Presenta un extenso arenal con buenas representaciones de dunas primarias. La laguna de Doniños se caracteriza por ser la laguna costera más profunda del litoral de Galicia; presenta un extenso anillo de vegetación acuática (Nymphaea alba, Phragmites australis) y se encuentra separada del mar por un ancho sistema dunar bien conservado.

## Municipios
La Costa Ártabra se extiende por una zona de 7658,53 ha. por los municipios siguientes:
- Cariño
- Cedeira
- Ferrol
- Narón
- Valdoviño
- Ortigueira
- Ares
- Mugardos
- La Coruña

## Galería

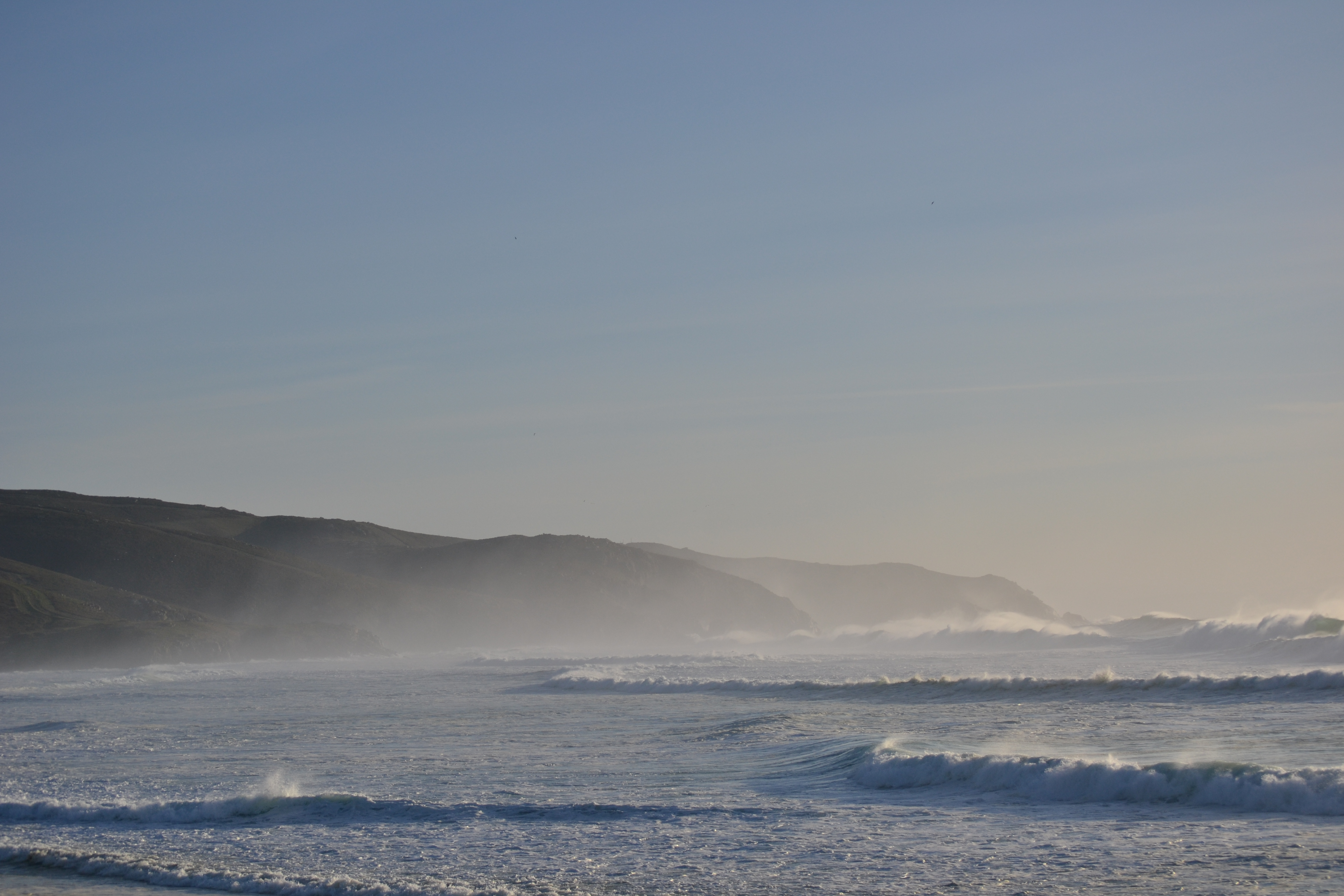
Punta de Sumiño
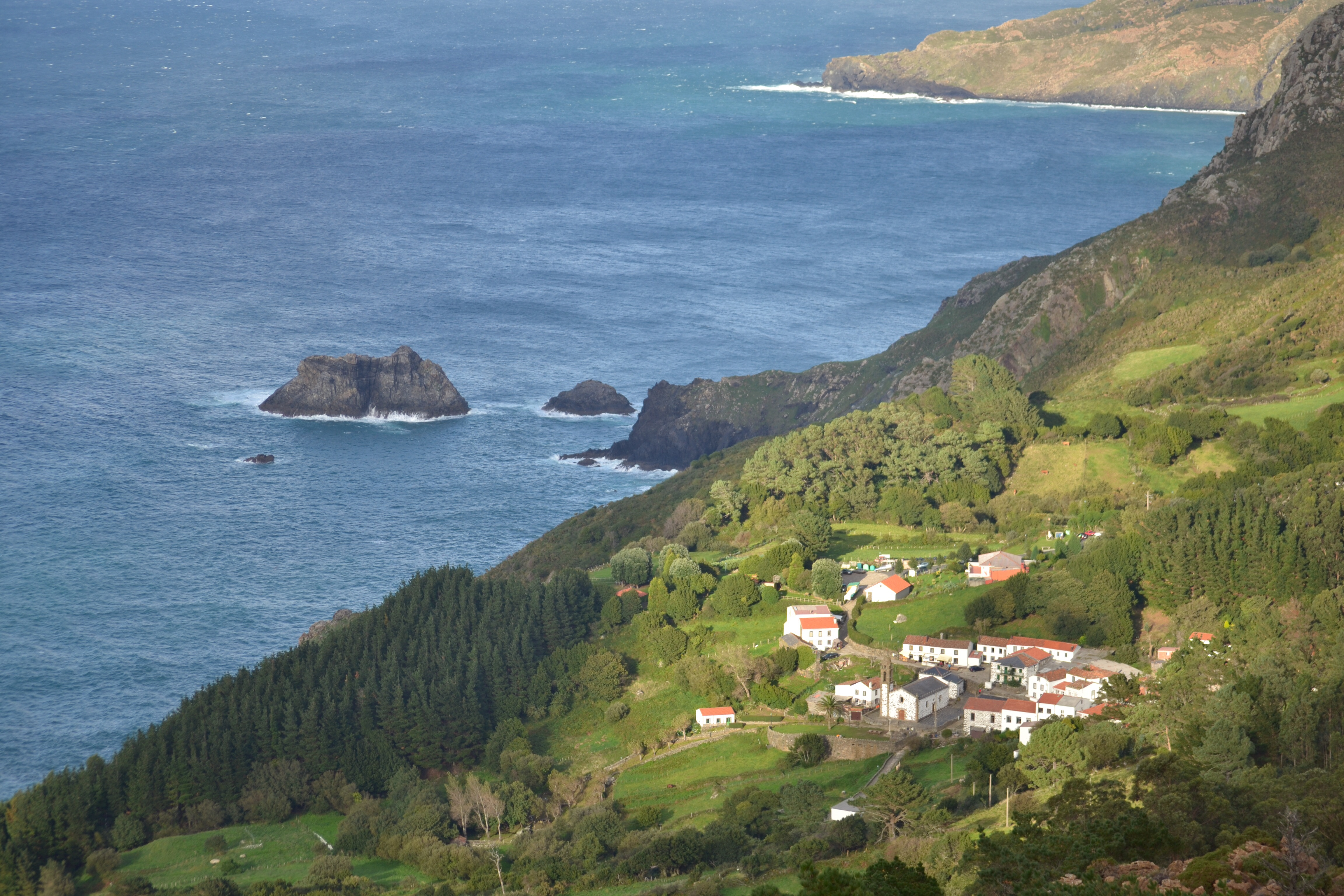
San Andrés de Teixido
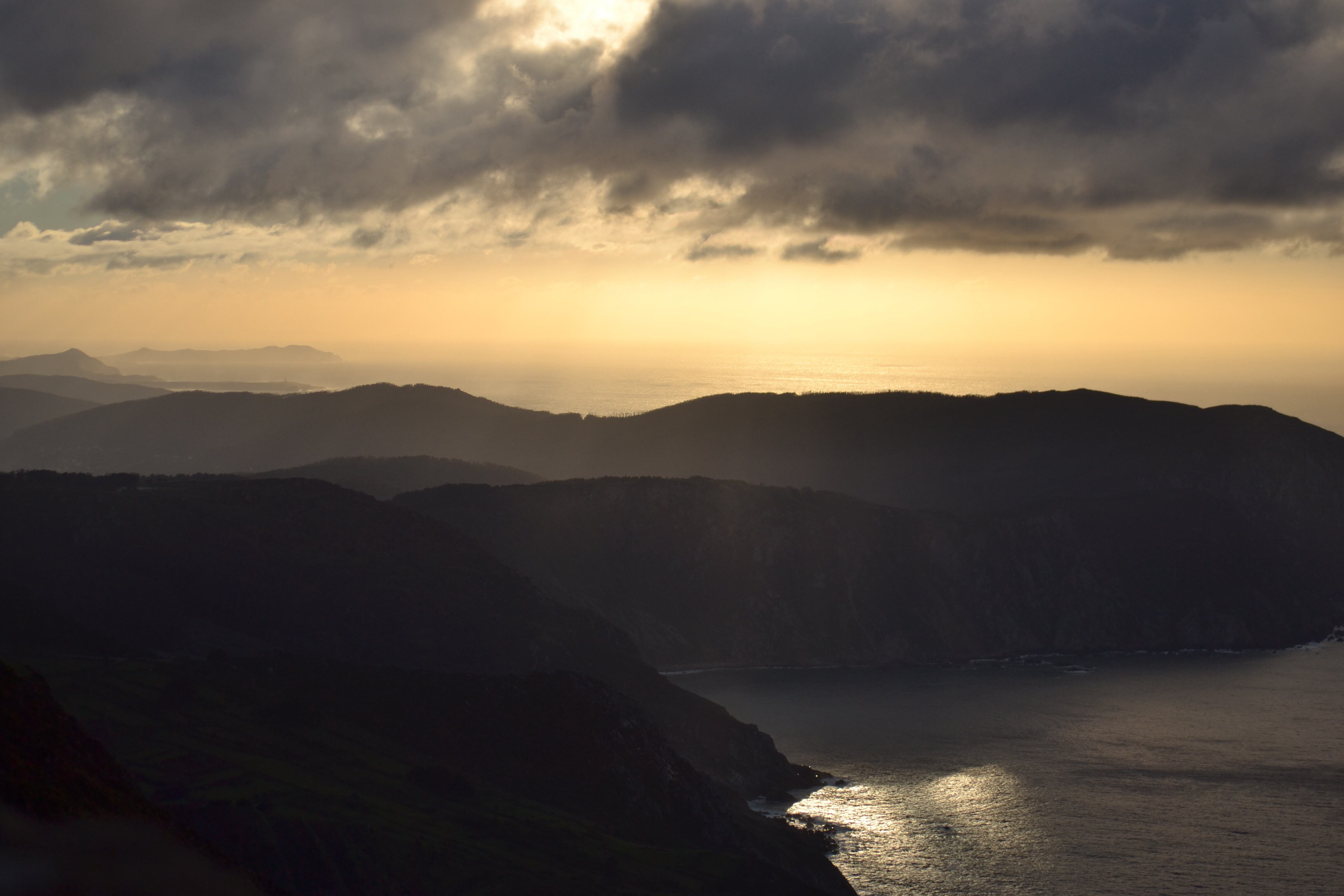
Costa de Ferrolterra (Valdoviño)
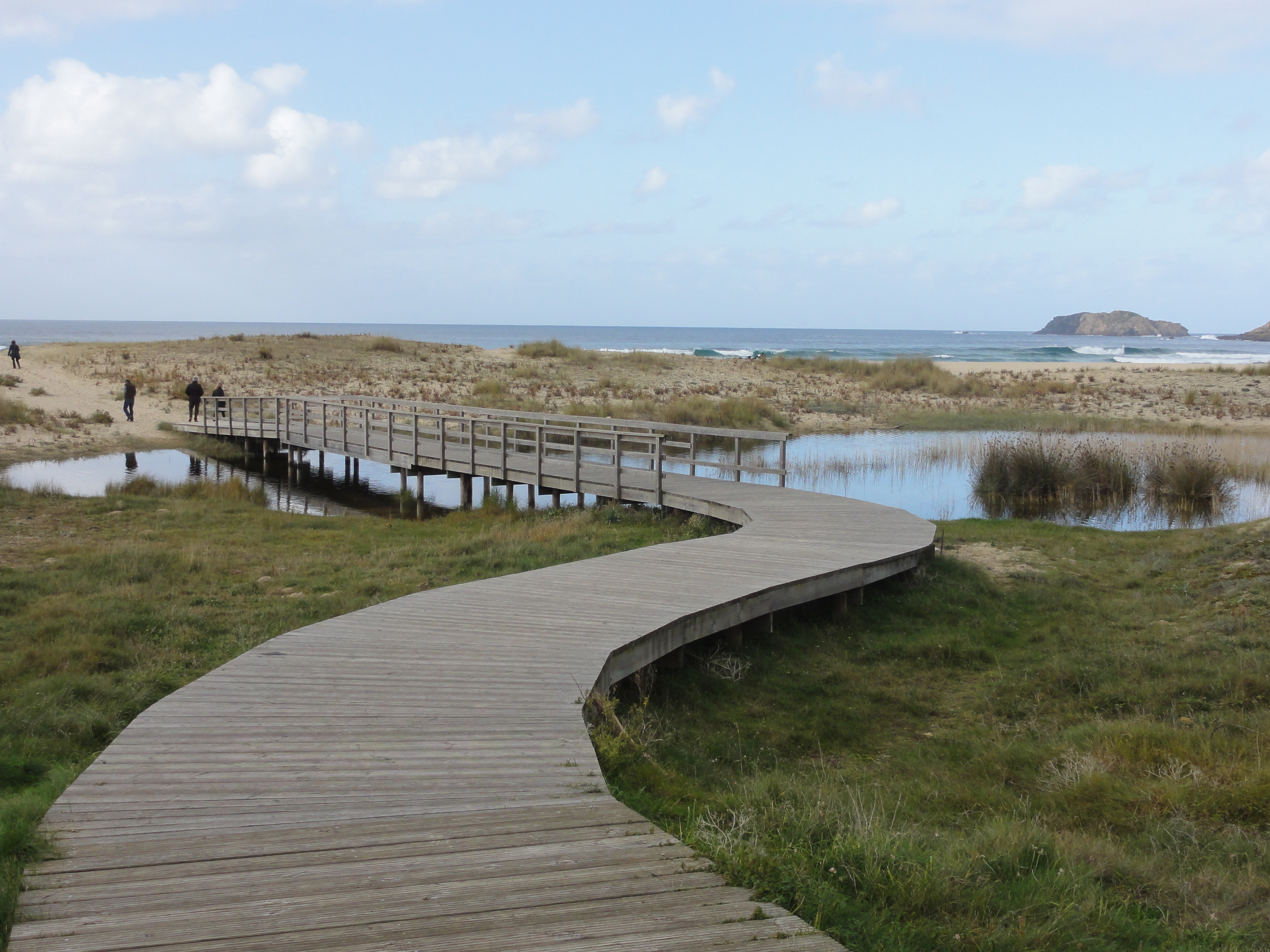
Playa de Doniños (Ferrol)